# MÁV IV
Die Baureihe IV waren Güterzug-Schlepptenderlokomotiven der ungarischen Staatsbahnen (MÁV).

## Geschichte
Die Fiumaner Strecke mit ihren vielen und großen Steigungen bedingte die
Neubeschaffung von leistungsfähigen Lokomotiven.
Neben der MÁV IIIa wurde auch eine vierfach gekuppelte Baureihe beschafft.
Sigl lieferte 1870 bis 1874 31 Maschinen an die MÁV (später
4001–4029) und drei an die Erste Ungarisch-Galizische Eisenbahn (Első Magyar-Gácsországi Vasút, EMGV),
die anlässlich der Verstaatlichung der EUGE (EMGV) mit den Nummern 4030–4032 in die Kategorie IV der
MÁV eingereiht wurden.
Im dritten Bezeichnungsschema der MÁV wurden sie dann 441,001–032.
Die vierte Achse hatte ein Seitenspiel von 28 mm, um die Kurvengängigkeit zu
verbessern. Umgesteuert wurden die Maschinen mit der hier zum ersten Mal verwendeten Spindelsteuerung.
Auffällig war die gemeinsame Tragfeder für die zweite und dritte Achse.
Im Zuge von Neubekesselungen erhielten die Fahrzeuge auch die für Ungarn typische lange Rauchkammer.